# نیچراس
نیچراس (به لاتین: Nichras) یک منطقهٔ مسکونی در روسیه است که در داغستان واقع شده‌است.